# Ботанический сад Ягеллонского университета

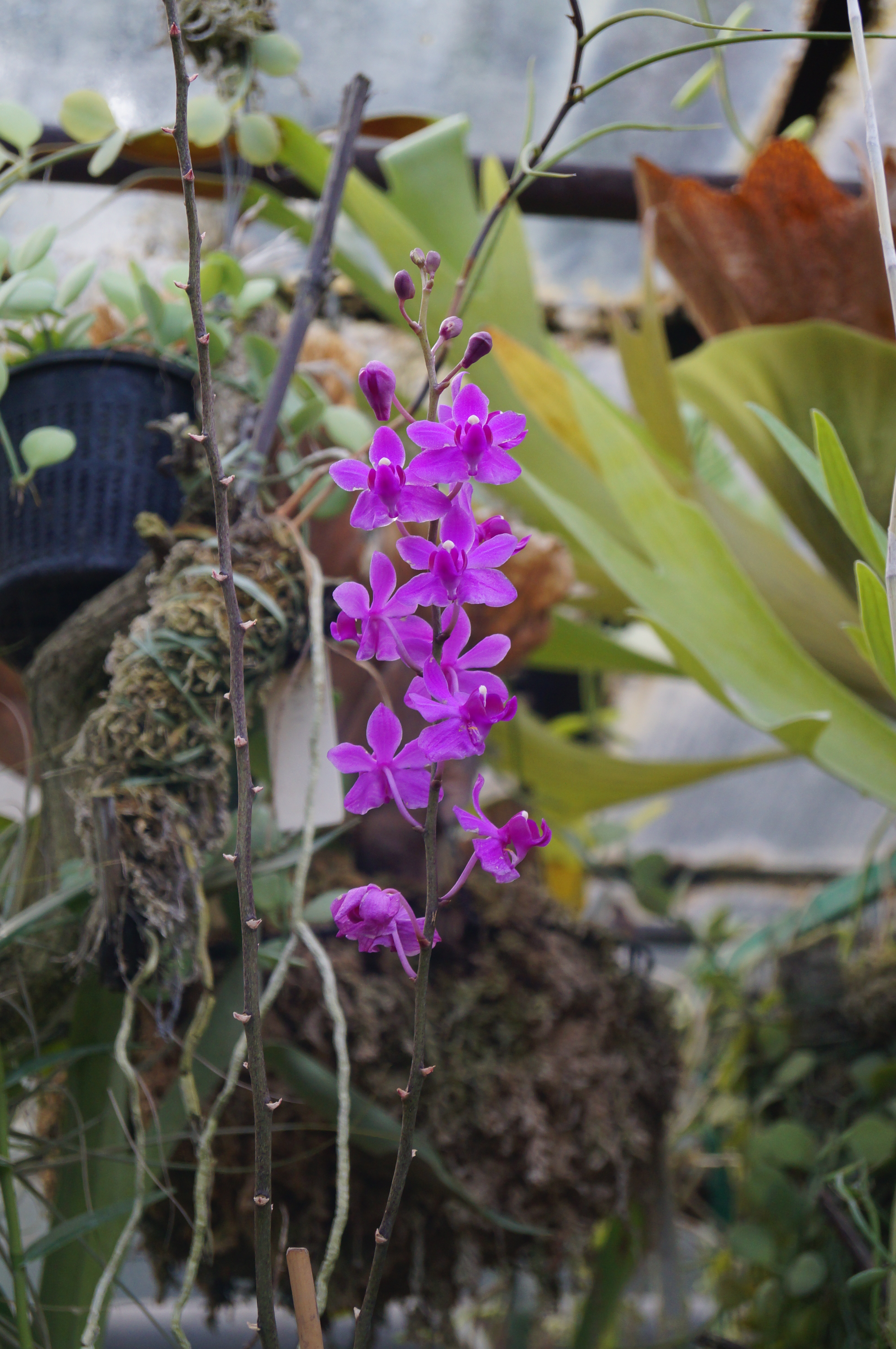
Одна из орхидей в теплице «Голендерка»

Ботанический сад Ягеллонского университета (пол. Ogród Botaniczny Uniwersytetu Jagiellońskiego, лат. Hortus Botanicus Universitatis Jagellonicae) — ботанический сад в Кракове, находящийся в восточной части Старого города на территории исторического района Весола по адресу ул. Коперника, 27. Принадлежит Ягеллонскому университету. Ботанический сад внесён в реестр охраняемых памятников Малопольского воеводства. Старейший ботанический сад в Польше.

## История
Ботанический сад был основан в 1783 году на месте сада семьи Чарторыйских, который был приобретён в 1752 году иезуитами. После роспуска иезуитского ордена сад Чарторыйских был передан Эдукационной комиссии, которая во время административного преобразования Ягеллонского университета передала сад в качестве вспомогательного подразделения кафедре химии и естественной истории Ягеллонского университета. В это время площадь сада составляла 2,4 гектара и он представлял собой французский парк в стиле барокко, в границах которого была заложена коллекция лекарственных и декоративных растений. Обустройством парка в ботанический сад занимался доктор медицины, химик и профессор Ягеллонского университета Ян Яськевич. В 1783 году начались подготовительные работы по преобразованию сада Чарторыйских в ботанический сад. В 1787 году были построены первые теплицы. Ныне самым старым тепличным комплексом является «Виктория», который был сооружён на месте прежних теплиц, затем перестроен на рубеже XIX и XX веков, а в 1993—1998 годах был ещё раз реконструирован. В 1882 году была построена пальмовая теплица, которая просуществовала до 1969 года.
В 1792 году на территории ботанического сада была оборудована Астрономическая обсерватория, в которой работал известный краковский астроном и математик Ян Снядецкий и астроном Тадеуш Банахевич. Первоначально в здании обсерватории располагалась юридика Весола, основанная в 1639 году Катажина Острожская. Во времена Чарторыйских здание юридики было перестроено в небольшой дворец, возле которого находился небольшой парк. Это здание было переоборудовано для научных исследований обсерватории по проекту архитектора Станислава Завадского. Проект перестройки закончил архитектор Феликс Радванский. В 1792 году в этом здании была также основана метеорологическая станция, которая производила измерения до 1825 года. С 1833 года в здании располагалась администрация ботанического парка. В 1859 году здание было перестроено в стиле классицизма. В настоящее время в здании бывшей астрономии под наименованием «Коллегия Снядецкого» располагается Институт ботаники Ягеллонского университета.
С середины XIX века по инициативе польского ботаника и путешественника Юзефа Варшевича была основана коллекция орхидей, которая в настоящее время насчитывает около 500 видов орхидных.
В конце XVIII века коллекция ботанического сада насчитывала около 3 тысяч видов растений. К началу 20-х ходов XIX века состав коллекции ботанического сада уменьшился, после чего её пополнением занялся ботаник Алоизий Эстрайхер, который в сотрудничестве с Игнацием Червяковским к середине XIX века значительно увеличил собрание растений. В конце XIX и начале XX веков коллекцией ботанического сада занимался Мариан Рациборский, который расширил собранием образцами польской флоры. В это же время в ботаническом саде начала свою деятельность Отдел генетики и вариации растений. Благодаря деятельности Владислава Шафера ботанический сад приобрёл современный вид.
В 1954 году была построена теплица «Голедерка» с коллекцией орхидей. В 1966 году была открыта новая пальмовая теплица под названием «Юбилейная» и комплекс новых теплиц для тропических растений.
28 мая 1976 года Краковский парк был внесён в реестр охраняемых памятников Малопольского воеводства (№ А-575).
26 мая 1983 года в ботаническом саде была организована постоянная выставка по проекту Алиции Земанек и Ежи Свецимского. В этом же году в Коллегии Снядецкого была создана общенациональная Секция истории ботаники Польского ботанического общества и Музей Ботанического сада и Лаборатория истории ботаники имени Дыяковской Ягеллонского университета.

## Деятельность
В настоящее время площадь ботанического сада составляет 9,6 гектаров. Собрание ботанического сада состоит из 5 тысяч видов растений, в том числе около одной тысячи деревьев и кустарников и около двух тысяч теплолюбивых растений в теплицах. В саду произрастает Ягеллонский дуб возрастом около 230 лет. Коллекция ботанического сада состоит из несколько разделов:
- Коллекция тропических растений:
  - Теплица «Виктория», наименование которой происходит от Виктории амазонской, которая произрастает в этой теплице;
  - Теплица «Юбилейная»;
  - Теплица «Голендерка», в которой находится коллекция орхидных.
- Грунтовые растения